# Raihan Rahman
Raihan Rahman (* 7. Februar 1991 in Singapur), mit vollständigen Namen Muhammad Raihan bin Abdul Rahman, ist ein singapurischer Fußballspieler.

## Karriere

### Verein
Raihan Rahman erlernte das Fußballspielen in der stand von 2009 bis 2011 bei den Young Lions unter Vertrag. Die Young Lions sind eine U23-Mannschaft, die 2002 gegründet wurde. In der Elf spielen U23-Nationalspieler und auch Perspektivspieler. Ihnen soll die Möglichkeit gegeben werden, Spielpraxis in der ersten Liga, der Singapore Premier League, zu sammeln. Für die Young Lions bestritt er 22 Erstligaspiele. 2012 spielte er bei den Singapore LionsXII. Die LionsXII waren eine Mannschaft, die von 2012 bis 2015 in der höchsten malaysischen Liga spielte. Mit dem Verein wurde er 2012 Vizemeister. Die Saison 2013 stand er wieder bei den Young Lions in Singapur unter Vertrag. Nach 18 Erstligaspielen wechselte er im Januar 2014 wieder zu den LionsXII. 2015 gewann der mit dem Klub den malaysischen FA Cup. Nachdem der Verein nach der Saison 2015 den Spielbetrieb einstellte, wechselte er zum singapurischen Erstligisten Hougang United. Hier stand er ein Jahr unter Vertrag. Mit Hougang spielte er 21-mal in der ersten Liga. Balestier Khalsa, ebenfalls ein Erstligist, nahm ihn im Januar 2017 für drei Jahre unter Vertrag. Für Balestier stand er 46-mal in der ersten Liga auf dem Spielfeld. Im Januar 2020 verpflichtete ihn Ligakonkurrent Tanjong Pagar United.

### Nationalmannschaft
Raihan Rahman spielte von 2010 bis 2013 viermal in der Nationalmannschaft von Singapur.

## Erfolge
Singapore LionsXII
- Malaysia FA Cup: 2015